# Obiskovanje (Ghirlandaio)
Obiskovanje je slika italijanskega renesančnega slikarja Domenica Ghirlandaia iz leta 1491. Razstavljena je v muzeju Louvre v Parizu v Franciji.
Delo je naročil Lorenzo Tornabuoni za cerkev, pozneje znano kot Santa Maria Maddalena de' Pazzi.

## Opis
Obiskovanje se nanaša na srečanje med sv. Marijo in sv. Elizabeto, opisano v Evangeliju po Luku, Lk 1,39–56. Temo je postavil Ghirlandaio z velikim klasičnim lokom v ozadju s pokrajino v središču. Elizabeta, oblečena v širok rumen telovnik, se poklanja Mariji in kleči.
Na sliki so številne podrobnosti, vključno z učinki loma svetlobe, ki jih je Ghirlandaio preučeval na flamskih slikah v Firencah. Drugi so: friz, okrašen z biseri in školjkami (aluzije na Marijino čistost), svetla tančica Marije, pozlačena broška, okrašena z biseri in rubinom v sredini (to je namig na prihodnje Jezusovo trpljenje), ki drži njen plašč. Gabinetto dei Disegni e delle Stampe iz Uffizija hrani pripravljalno risbo Marijinega plašča.
Ženski ob straneh sta, kot opisujejo napisi na oboku, Marija, Jakobova mati in Marija Saloma. V srednjeveškem kontekstu sta veljali za hčerki svete Ane in torej za Marijini sestri ali polsestri. V evangeljski pripovedi nista navzoči pri vizitaciji; toda v nekaterih interpretacijah pripovedi o križanju naj bi bili prisotni ob vznožju križa in njihova vključitev v sliko je lahko mišljena kot sklicevanje na križanje. Salomina obleka je citat Bartolini Tonda Filippa Lippija, ki je bil navdih za številne podobno graciozne figure v delih Ghirlandaia, Botticellija in drugih.
Slogovne razlike v figurah pričajo o delu delavnice, morda Sebastiana Mainardija. V spodnjem desnem delu loka je datum MCCCCLXXXXI (1491). Mesto v meglenem ozadju bi lahko bilo predelava Rima, saj vključuje slavolok zmage in Panteon.